# Herminia aneliopis
Herminia aneliopis är en fjärilsart som beskrevs av Turner 1904. Herminia aneliopis ingår i släktet Herminia och familjen nattflyn. Inga underarter finns listade i Catalogue of Life.